# Loxocorone
Loxocorone är ett släkte av bägardjur. Loxocorone ingår i familjen Loxosomatidae.
Kladogram enligt Catalogue of Life:
| Loxocorone | \| \| Loxocorone allax \| \| \| \| \| \| Loxocorone brochobola \| \| \| \| \| \| Loxocorone dicotyledonis \| \| \| \| \| \| Loxocorone pseudocompressa \| \| \| \| |
|            | \| \| Loxocorone allax \| \| \| \| \| \| Loxocorone brochobola \| \| \| \| \| \| Loxocorone dicotyledonis \| \| \| \| \| \| Loxocorone pseudocompressa \| \| \| \| |
|            | Loxomespilon |
|            | |
|            | Loxomitra |
|            | |
|            | Loxosoma |
|            | |
|            | Loxosomella |
|            | |
|            | Loxocorone allax |
|            | |
|            | Loxocorone brochobola |
|            | |
|            | Loxocorone dicotyledonis |
|            | |
|            | Loxocorone pseudocompressa |
|            | |

|  | Loxocorone allax           |
|  |                            |
|  | Loxocorone brochobola      |
|  |                            |
|  | Loxocorone dicotyledonis   |
|  |                            |
|  | Loxocorone pseudocompressa |
|  |                            |